# Bandiera dei sordi
La bandiera dei sordi, detta anche bandiera delle persone sorde, o bandiera della comunità sorda, è una bandiera che simboleggia la comunità sorda (in particolare i sordi segnanti), utilizzata come forma di visibilità di una minoranza socio-culturale spesso discriminata in vari ambiti.
La bandiera è stata disegnata dall'artista francese sordocieco Arnaud Balard. Raffigura una grande mano turchese aperta sopra una mano gialla (di cui è visibile solo il contorno intorno alla mano turchese). Le punte delle dita sono fuori della bandiera, di modo che le dita si "allungano" senza limiti. Il colore dello sfondo è blu.

## Simbolismo
Nella bandiera sono inclusi diversi simboli (in base alle indicazioni del creatore della bandiera):
- Le mani rappresentano la comunità sorda segnanti e la lingua dei segni.
- Le dita senza limiti alludono alla proiezione dell'uso della lingua dei segni nel mondo, con oltre 200 lingue dei segni esistenti. Le dita simboleggiano anche il legame con i 5 continenti (in ordine dall'alto verso il basso): Europa, America, Asia, Oceania e Africa.
- Il colore turchese è il colore mondiale della lingua dei segni, della cultura sorda e della comunità sorda segnanti (sordi, sordociechi, Child of deaf adult, interpreti di lingua dei segni, familiari).
- Il colore giallo simboleggia la luce, la vita, la mente sveglia, la convivenza.
- Il colore blu simboleggia la pianeta Terra, l'umanità, ed è il colore adottato per rappresentare la sordità (rappresentata da un nastro blu).[3] Di questa forma includerebbe i sordi e sordociechi non segnanti (oralisti).

Il design intende rendere la bandiera un simbolo di apertura, inclusione e unione, piuttosto che di isolamento o segregazione.

## Storia
Fin dai primi anni del XX secolo, la Federazione Mondiale dei Sordi inizia un processo per definire la bandiera dei sordi.

### La proposta svedese
Nel 2009, durante il congresso della Confederazione Svedese dei Sordi a Leksand, l'Associazione Nazionale Svedese dei Sordi (Sveriges Dövas Riksförbund, SDR) è stata incaricata di presentare una bandiera al XVI Congresso mondiale della Federazione Mondiale dei Sordi, tenutosi dal 18 al 24 luglio 2011 a Durban, in Sudafrica.
Durante la XVIII Assemblea Generale della Federazione Mondiale dei Sordi, tenutasi il 16-17 luglio 2011 a Durban (Sudafrica), l'Associazione Nazionale Sordi Svedesi presenta una mozione per il riconoscimento di una bandiera che rappresenti la comunità sorda. La Svezia propone una bandiera astratta composta da diverse strisce verticali, di diversa larghezza, di colore turchese e di diverse tonalità di blu, e da una striscia bianca. Questa bandiera rappresenta i 5 continenti (attraverso le 5 tonalità della bandiera), così come il cielo e l'acqua (simboleggiati dal blu), e i sordi (dal turchese). L'Associazione Nazionale Svedese dei Sordi propone che i proventi generati dalla bandiera vadano alla Federazione Mondiale dei Sordi.
L'idea di avere una bandiera dei sordi è per lo più accettata dai membri ordinari (costituiti da un'organizzazione nazionale dei sordi), ma la Federazione Mondiale dei Sordi rimanda alla prossima riunione del consiglio direttivo, che si terrà a novembre 2011 in Norvegia, la discussione sul disegno della bandiera e la sua posizione sul sostegno all'uso della bandiera proposta dalla Svezia. Alla fine non prende posizione.
Numerosi sono i pareri contrari al disegno della bandiera svedese, le polemiche e le parodie, che si riflettono sui social media, paragonandola a un pigiama, a una tenda da doccia o a un codice a barre.
La World Federation of the Deaf decide di rinviare la questione alla seconda Conferenza Internazionale della Federazione Mondiale dei Sordi che si terrà dal 16 al 20 ottobre 2013 a Sydney (Australia). Nella votazione corrispondente non è stata raggiunta la maggioranza assoluta, per cui la proposta è stata respinta, con i seguenti risultati:
- Sì: 21 voti.
- No: 11 voti.

### La proposta francese
Nel marzo 2013, l'artista sordocieco (con sindrome di Usher) francese Arnaud Balard disegna una bandiera che simboleggia la lingua dei segni, che chiama Deaf and Sign Union Flag (bandiera dell'unione dei sordi e dei segni) o, nella sua versione più breve, Deaf Union Flag o Sign Union Flag (preferita da gran parte della comunità dei sordi in quanto contiene il termine "segno", che identifica la comunità sorda, ed è inclusivo di tutti gli utenti della lingua dei segni; piuttosto che il termine "sordo", spesso inteso e utilizzato come "malattia"). Prima di disegnare la bandiera, ha trascorso due anni a studiare le diverse bandiere esistenti e a imparare la vessillologia.

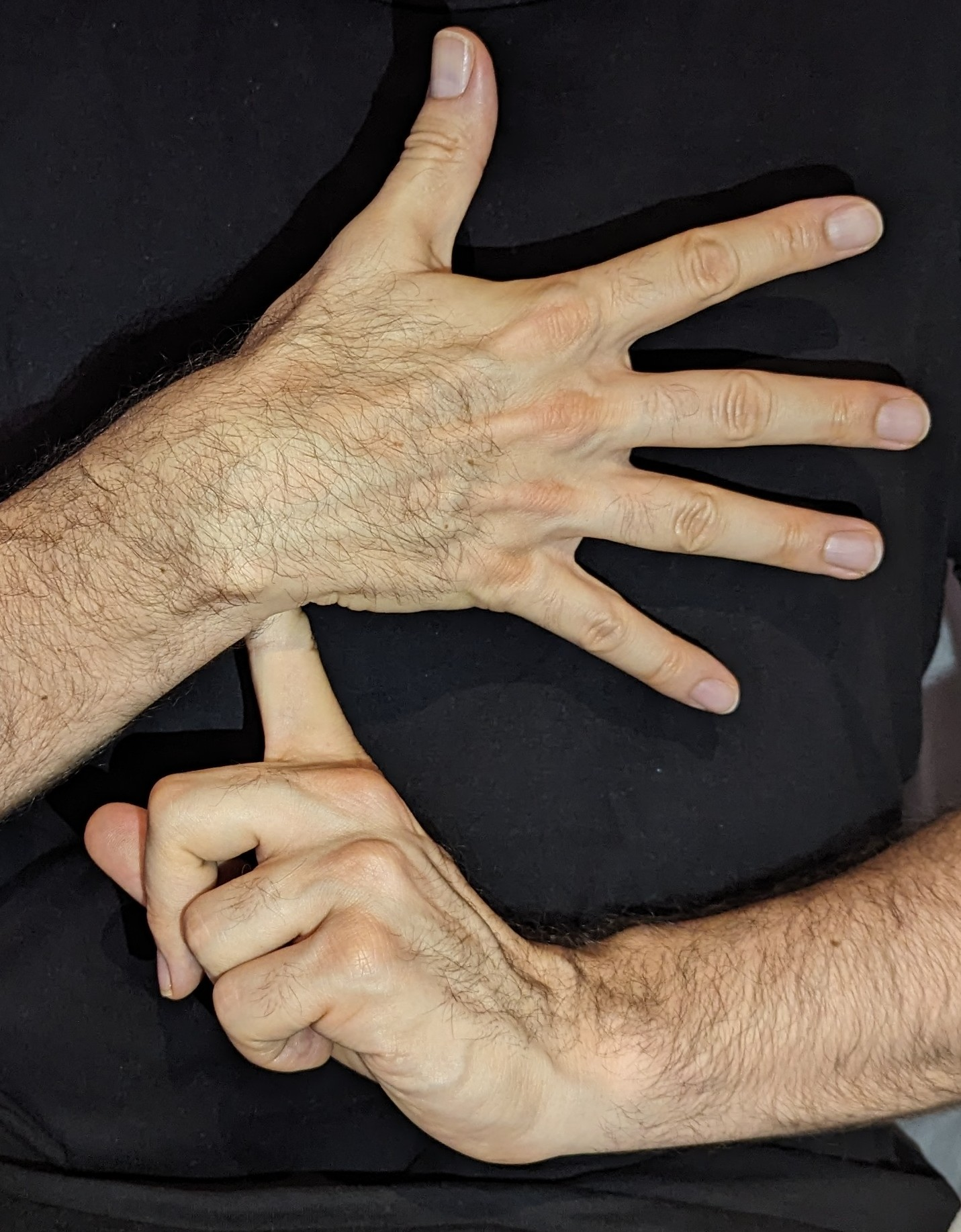
Segno della bandiera dei sordi.

Il segno dato dall'ideatore della bandiera si configura come segue:
- mano dominante estesa, con le dita separate, e palmo rivolto verso la persona che signa.
- mano non dominante con solo il dito indice esteso, la cui punta si appoggia all'interno del polso della mano dominante.

Arnaud Balard ha registrato e protetto il suo disegno presso l'INPI (Institut National de la Propriété Intellectuelle, "Liceo Nazionale della Proprietà Intellettuale", in Francia) prima di mostrare la sua bandiera pubblicamente. Ha poi protetto la sua creazione a livello internazionale presso l'OMPI (World Intellectual Property Organization, "Organizzazione Mondiale per la Proprietà Intellettuale").
Il 19 aprile 2013, la "Sign Union Flag" è stata esposta per la prima volta durante la prima parata dell'Orgoglio Sordo e dell'ASL (American Sign Language, "lingua dei segni americana"), a Washington, utilizzata da "Audism Free America"
Il 25 maggio 2014, la Federazione Nazionale dei Sordi di Francia (Fédération nationale des sourds de France, FNSF), uno dei membri ordinari della Federazione Mondiale dei Sordi, riconosce ed approva la bandiera disegnata da Arnaud Balard.
Durante la XIX Assemblea Generale della World Federation of the Deaf a Istanbul (Turchia), tenutasi il 26-27 luglio 2015, la Federazione Nazionale dei Sordi di Francia presenta la bandiera disegnata per Arnaud Balard per proporre il riconoscimento come bandiera dei sordi per uso internazionale. Dopo una votazione, la proposta è stata respinta, con i seguenti risultati:
- Sì: 32 voti.
- No: 20 voti.
- Astensione: 12.

Poiché non è stata raggiunta la maggioranza assoluta (33 voti) necessaria per adottare la proposta, questa è stata respinta.
Una delle ragioni della mancanza di sostegno alla proposta francese era che la Federazione Mondiale dei Sordi non avrebbe avuto i diritti esclusivi sulla bandiera.
Questa bandiera è stata riconosciuta dalla comunità sorda ed è stata esposta su diversi edifici ufficiali francesi (come nel 2016 davanti al municipio di Montpellier, nel 2019 sulla facciata del municipio di Poitiers, all'Espace Tuilerie de Montchanin, o sulla spianata di fronte al municipio di Massy), ed è stata diffusa in diversi paesi, come gli Stati Uniti, l'Italia, il Marocco, la Scozia o la Colombia.

### Approvazione della Federazione Mondiale dei Sordi
In occasione dell'Assemblea Generale del 2015, a seguito della votazione (in cui i voti favorevoli non hanno superato la maggioranza assoluta) la Federazione Mondiale dei Sordi istituisce un "Comitato per la bandiera dei sordi" composto da cinque membri ordinari: Francia, Iran, Nepal, Federazione Russa e Svezia. L'obiettivo è quello di selezionare una o più proposte di design per la bandiera dei sordi, da presentare e far votare ai membri ordinari della Federazione Mondiale dei Sordi in occasione della XX Assemblea Generale del 2019 a Parigi (Francia).
Nel gennaio 2018, il comitato, con il sostegno del consiglio direttivo della Federazione Mondiale dei Sordi, lancia una convocazione ai designer grafici affinché entrino a far parte del comitato di valutazione del design della bandiera dei sordi (i candidati devono essere nominati da un membro ordinario).
Nel dicembre 2018, la Federazione Mondiale dei Sordi invita a presentare proposte di design per una bandiera dei sordi. La scadenza per la presentazione dei disegni è il 28 febbraio 2019.
Oltre alla "Sign Union Flag", sono state presentate diverse proposte di bandiere da votare nel luglio 2019.
Alla XX Assemblea Generale, tenutasi a Parigi (Francia) nel luglio di 2019, i rappresentanti dei membri ordinari della Federazione Mondiale dei Sordi dibattono la mozione francese per una bandiera dei sordi, ma la proposta di una bandiera dei sordi viene respinta, con i seguenti risultati di voto:
- Sì: 31 voti.
- No: 47 voti.

Poiché l'approvazione di una bandiera dei sordi è stata respinta, la votazione non viene più effettuata su una bandiera specifica.
Nonostante la questione della bandiera dei sordi sia stata sollevata nelle Assemblee Generali del 2011, del 2015 e del 2019, senza che nessuno dei disegni proposti sia stato adottato, il consiglio direttivo della Federazione Mondiale dei Sordi decide di riaprire il processo: nel novembre 2022, la Federazione Mondiale dei Sordi apre un bando per la presentazione di proposte di disegno per una bandiera dei sordi, che sarà presentata e votata alla XXI Assemblea Generale sull'isola di Jeju (Corea del Sud). La partecipazione è consentita solo attraverso le organizzazioni nazionali dei sordi che sono membri della Federazione Mondiale dei Sordi, e la scadenza per la presentazione dei disegni è il 6 gennaio 2023.
Il 9 luglio 2023, durante la XXI Assemblea Generale della Federazione Mondiale dei Sordi, tenutasi il 9-10 luglio 2023 sull'isola di Jeju (Corea del Sud), si vota sull'"approvazione dell'idea di avere una bandiera dei sordi", con i seguenti risultati:
- Sì: 54 voti.
- No: 12 voti.

Il voto è stato dell'81,82% a favore di una bandiera dei sordi.

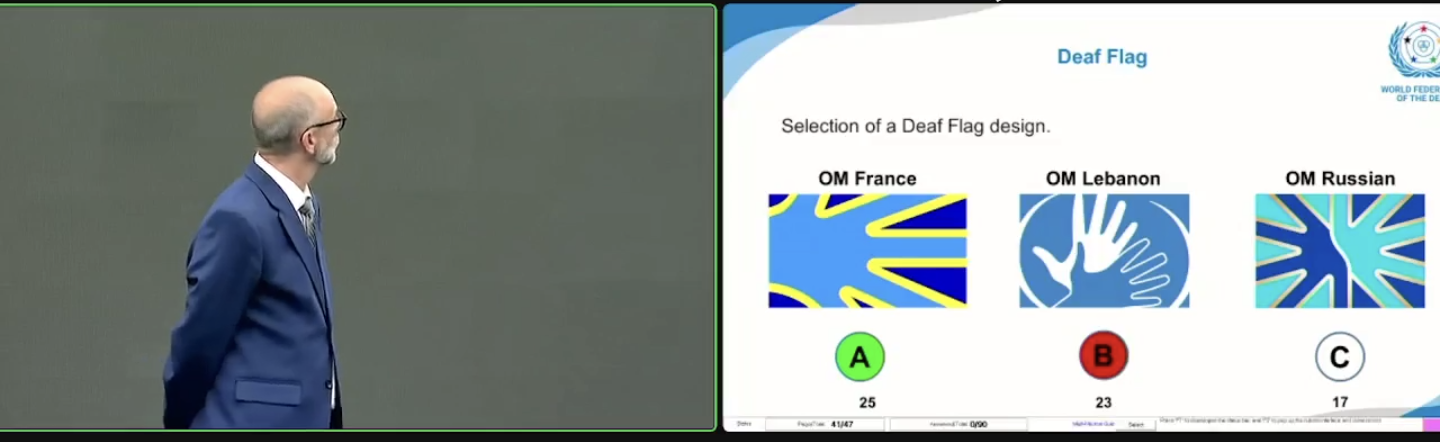
Votazione della bandiera dei sordi da parte dei membri ordinari della Federazione Mondiale dei Sordi durante la XXI Assemblea Generale del.

Sono state quindi presentate, discusse e votate le proposte di bandiera ricevute da 3 membri ordinari della Federazione Mondiale dei Sordi: Libano, Russia e Francia.
La proposta della Federazione Libanese dei Sordi (الاتحاد اللبناني للصم, LFD) consiste in due mani, una blu su una bianca (rappresentano culture diverse e simboleggiano la lingua dei segni e la comunità sorda segnante), due forme a parentesi di colore bianco, una per lato (simboleggiano il cerchio intorno alla comunità sorda, che è interconnessa e un piccolo mondo), e sfondo blu.
La proposta della Società Russa dei Sordi (Всероссийское общество глухих, ВОГ) consiste in due palme aperte dal centro, una di colore turchese e l'altra di colore blu (che simboleggiano la lingua dei segni), entrambe circondate da un contorno di colore dorato. Lo sfondo della mano blu è turchese e quello della mano turchese è blu.
La votazione per la "selezione del designo di una Bandiera Sorda" ottiene i seguenti risultati:
- Francia: 25 voti.
- Libano: 23 voti.
- Russia: 17 voti.

Si procede a una seconda votazione, con i seguenti risultati:
- Francia: 36 voti.
- Libano: 31 voti.

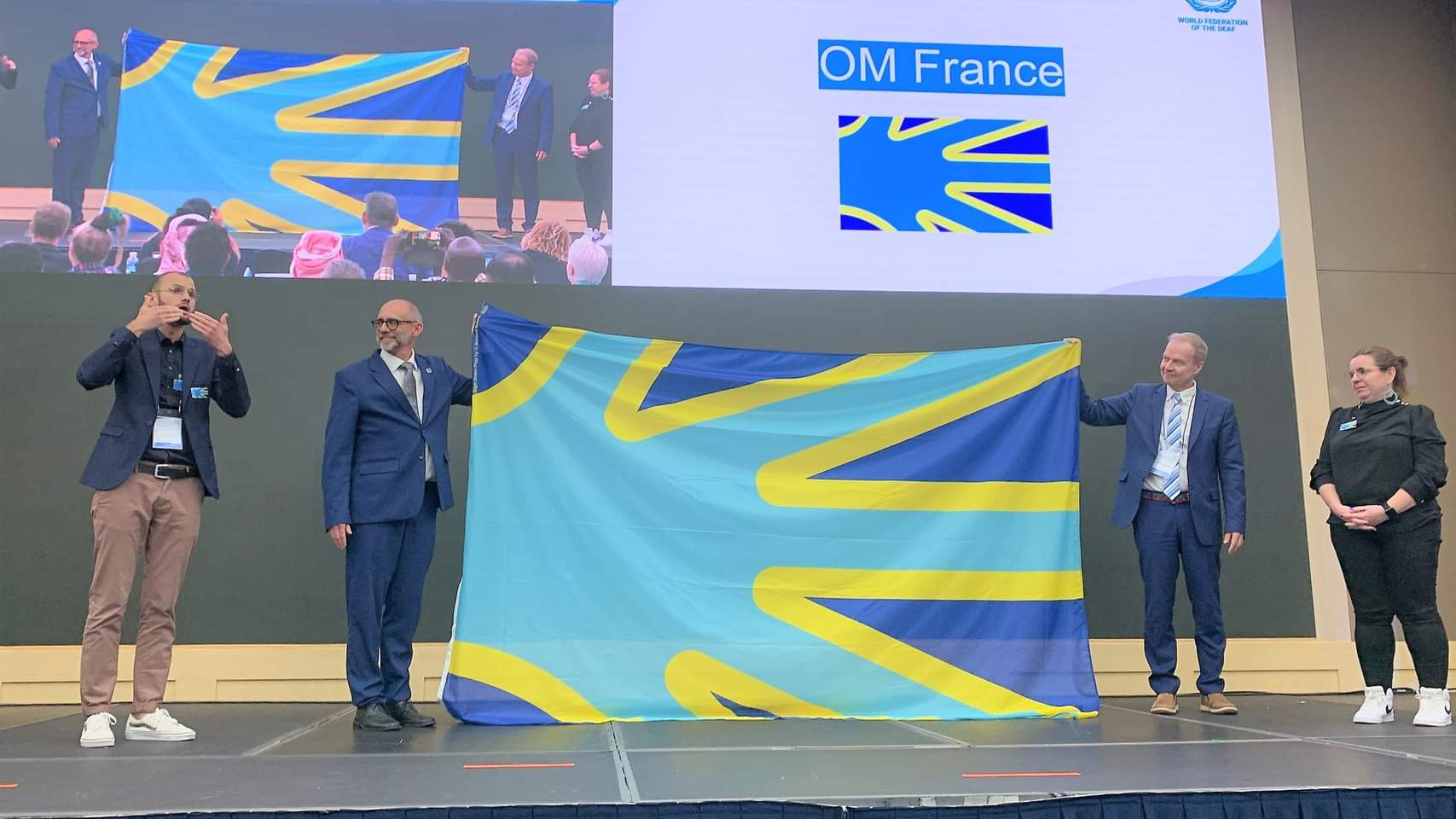
Bandiera dei sordi approvata dalla Federazione Mondiale dei Sordi il durante la XXI Assemblea Generale.

La proposta francese alla fine viene approvata come nuova bandiera dei sordi e si apre un dibattito sul nome da dare alla bandiera: "Deaf flag" ("bandiera sorda" o "bandiera dei sordi") o Sign Union flag ("bandiera dell'unione dei segni"). Il nome "Deaf flag" viene scelto, poiché l'altra opzione ottiene scarso sostegno.
Prima della votazione della bandiera, c'è stata una controversia sulla somiglianza del disegno della bandiera russa con quello della bandiera francese.
Anche il Nepal ha presentato una proposta di bandiera, ma non è stata accettata perché non ha rispettato il limite di tempo di presentazione.